# Margaret Stewart, Countess of Angus
Margaret Stewart, Countess of Angus (* um 1355; † um 1418), war eine schottische Adlige.

## Leben
Margaret Stewart entstammte einer Nebenlinie der schottischen Adelsfamilie Stewart. Sie war die älteste Tochter von Thomas Stewart, 2. Earl of Angus und dessen Frau Margaret Sinclair. Beim Tod ihres Vaters 1362 war sie etwa sieben Jahre alt. Zusammen mit ihrer jüngeren Schwester Elizabeth war sie nun Erbin der Besitzungen ihres Vaters. Ihre Mutter heiratete in zweiter Ehe Sir John St Clair aus Herdmanston. Margaret wurde mit dem wesentlich älteren und verwitweten Thomas, 9. Earl of Mar verheiratet, der zeitweise aufgrund eines Streits mit dem schottischen König David II. seinen Sitz Kildrummy Castle verlor. Die Ehe blieb kinderlos. Nach dem Tod ihres Mannes 1377 wurde Margaret die Geliebte von William Douglas, 1. Earl of Douglas. Douglas war mit Margaret, 10. Countess of Mar verheiratet, einer Schwester von Margarets verstorbenen Ehemann. Damit galt die Beziehung zwischen ihm und Margaret Stewart als inzestuös. Dennoch lebte sie spätestens ab Januar 1379 in Tantallon Castle, einer Burg ihres Geliebten in Haddingtonshire. Mit Douglas bekam sie um 1380 einen Sohn, George.

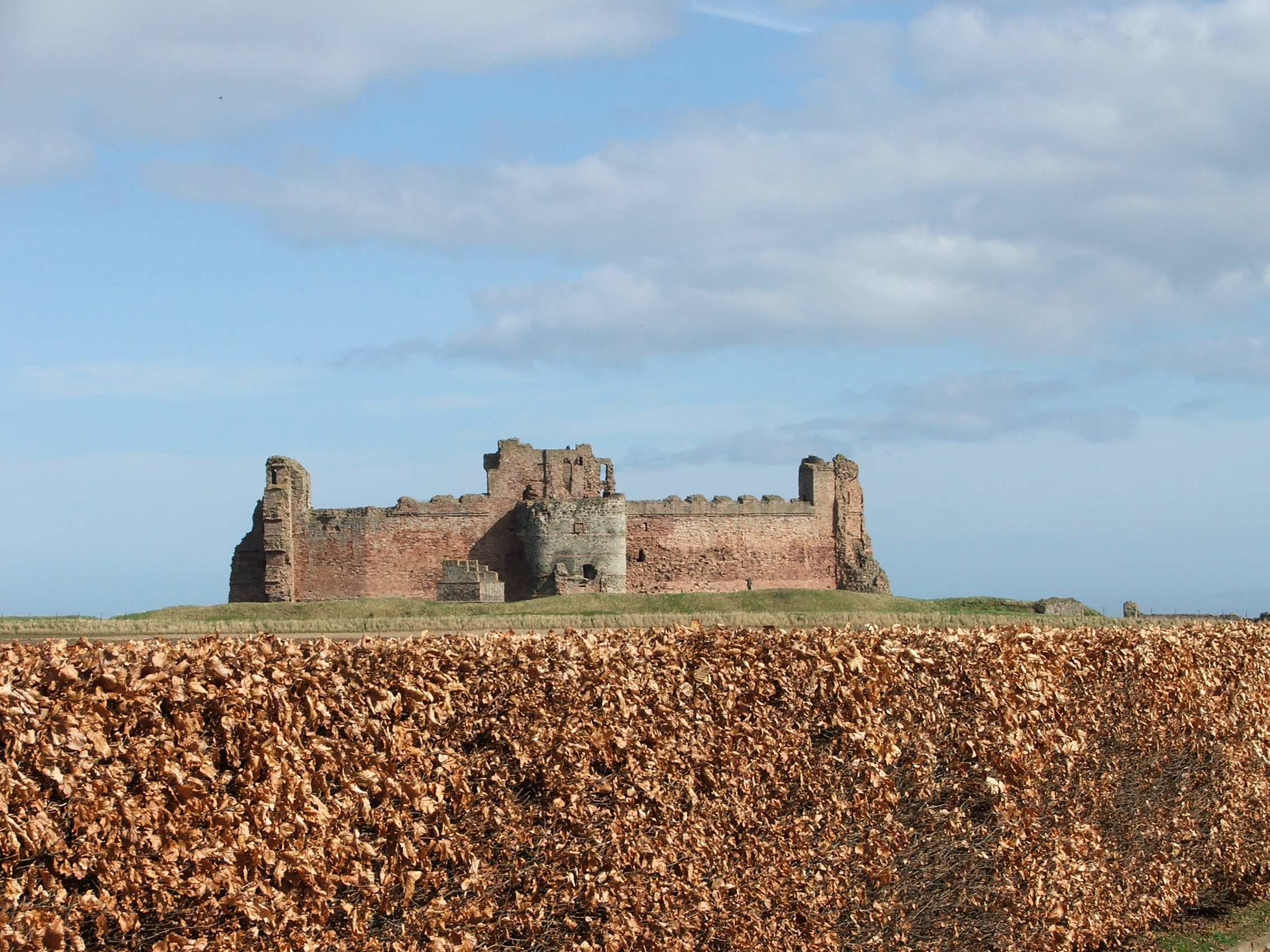
Die Ruine von Tantallon Castle. Nach dem Tod ihres Geliebten behauptete Margaret Stewart erfolgreich ihr Wohnrecht auf dessen Burg.

1379 verzichtete ihre Schwester Elizabeth auf ihren Anteil am Erbe ihres Vaters, worauf Margaret sich als Countess of Angus and Mar bezeichnete. Sie setzte sich nun dafür ein, dass ihr Sohn trotz seiner unehelichen Geburt als Erbe von Angus anerkannt wurde. Dies konnte sie noch 1389 beim alten König Robert II. erreichen, worauf Margaret am 10. April 1389 auf ihren Anspruch auf den Titel verzichtete. Auch sonst gilt Margaret als willensstarke Frau. Nachdem ihr Geliebter 1384 gestorben war, konnte sie 1388 ihr Wohnrecht auf Tantallon Castle behaupten, das im Namen von König Robert II. angefochten wurde. 1397 wurde ihr Sohn von König Robert III. zum Earl of Angus erhoben und mit einer Tochter des Königs verheiratet. Margaret starb möglicherweise erst um 1418.